# 埃及奧林匹克競技會
埃及奧林匹克競技會（Egyptian Olympic Athletes Club），簡稱奧林匹（El-Olympi），是埃及的职业足球俱乐部，位于埃及亞歷山卓。
俱乐部的主体育场为亚历山大体育场。